# Kristina Právdina
Kristina Právdina (Bakú, RSFS de Rusia, 1990) es una gimnasta artística azerbayana, representante del equipo ruso, con el que ha conseguido ser medallista de bronce en 2006 en el concurso por equipos.

## 2006
En el Mundial celebrado en Aarhus (Dinamarca) consigue el bronce en el concurso por equipos, tras China (oro) y Estados Unidos (plata), siendo sus compañeras de equipo: Anna Grudkó, Svetlana Kliúkina, Anna Pávlova, Polina Miller y Yelena Zamolódchikova.